# Carl Wilhelm Fritze
Carl Wilhelm Fritze (* 16. Juli 1791 in Braunschweig; † 4. März 1842 in Bremen) war ein Bremer Kaufmann.

## Biografie
Fritze war der Sohn eines Kaufmanns. Er absolvierte eine Kaufmannslehre. 1819 wurde er Bremer Bürger. 1804 trat sein älterer Bruder Carl Wilhelm August Fritze in die Bremer Firma Abegg & Co ein und wurde 1809 Teilhaber der Firma, die von 1814 bis 1822 J.F. Abegg & W.A. Fritze hieß.
Nachdem Abegg Senator geworden und ausgeschieden war, trat Carl Wilhelm Fritze in die Firma seines älteren Bruders ein, die nun als W.A. Fritze und W. Fritze firmierte.
Zusammen mit seinem Bruder betätigte er sich in der Kaufmannsreederei, im Baumwoll- und im Südseehandel. Die Firma besaß vier Schiffe, die nach Westindien und Nordamerika fuhren. Die Teilhaber des erfolgreichen Unternehmens wechselten nach seinem Tod häufig.
Durch die Heirat mit Elisabeth Focke wurde er Besitzer des Landgutes Focke-Fritze, das heute als Borgward-Villa bekannt ist.
Nach dem Zweiten Weltkrieg war der Firmensitz in der Birkenstraße mit u. a. den Namen W.A. Fritze GmbH & Co. KG, Importe Fritze & Solte GmbH und Fritze Wollhandel GmbH.